# Girona FC
Girona FC er en spansk fodboldklub, der er hjemmehørende i Catalonien.
| Fodbold | Spire Denne artikel om en fodboldklub er en spire som bør udbygges. Du er velkommen til at hjælpe Wikipedia ved at udvide den. |